# Уильямс, Стэнли
Стэ́нли Ту́ки Уи́льямс (29 декабря 1953 — 13 декабря 2005) — американский бандит, один из основателей банды Crips, был известен под кличкой «Туки». Был приговорён к смертной казни за убийство четырёх человек с целью ограбления. В тюрьме стал писать книги для детей и стал известным гуманистом. Был казнён 13 декабря 2005 года.

## Биография
Родился в 1953 году, рос в Южном Централе — бедном гетто Лос-Анджелеса. Вошёл в американскую историю довольно дерзким образом в 1969 году, сколотив вокруг себя большую группу молодёжи и создав жестокую преступную группировку, известную как The Crips. Его соратником и вторым организатором стал друг Рэймонд Вашингтон. Участники банды, униформой которых стали банданы обязательно синего цвета, поставили себе цель — искоренить на улицах Лос-Анджелеса «хаотичное насилие»; таким образом, вскоре всё насилие и все преступления в мегаполисе (и всей южной Калифорнии) стали исключительно делом рук банды The Crips. Они брали в том числе и своей численностью — банда в три раза превышала все прочие группировки Калифорнии. Предводитель Стэнли Уильямс, более известный тогда под кличкой «Туки», был её мозгом, штабом и оперативным центром. Деятельность группировки принимала все более опасный размах; юных преступников считали своими личными врагами даже члены преступных банд Чикаго, несмотря на то, что он находится на другом конце США. По словам самого Стэнли, они с Вашингтоном хотели избавить Южный Централ от мелких групп хулиганов и создать сильное объединение, которое бы могло эффективно противостоять полицейскому насилию, от которого страдал весь район. Благие намерения, однако, превратились в преступления. На счету банды было нападение на магазин, в ходе которого были убиты четыре человека.

## Суд
Туки был арестован в 1979 году. К тому времени Вашингтон был уже мёртв — его застрелили в 1979 году, в возрасте 25 лет. Кроме обвинения в создании преступной группировки на Туки «висело» тогда убийство четырёх человек, случайно оказавшихся свидетелями ограблений магазинов. Стэнли Уильямс ни тогда, ни после так и не признал себя виновным в убийствах. Адвокаты пытались настаивать, что обвинение основывалось на ложных уликах, ведь большинство свидетелей по делу Уильямса были и сами преступниками. Выводы криминалистов также были весьма спорными. Тем не менее, калифорнийский суд приговорил Уильямса к смертной казни, ожидание исполнения приговора было назначено заключенному в тюрьме «Сан-Квентин».

## В тюрьме
За время нахождения в тюрьме в ожидании исполнения приговора, продлившееся более двух десятилетий, Стэнли Уильямс сумел стать всемирной знаменитостью. В середине 1990-х годов, после того, как его многочисленные апелляции были отклонены судами различных инстанций, раскаялся в своих преступлениях, стал писать детские книги, главной темой которых стала борьба с уличным насилием. Все они стали бестселлерами. Его яркая и убедительная проза, направленная на ненасилие, привлекла к писателю огромное количество поклонников. Кроме того, писатель был награждён премией президента США. Это его жизнь легла в основу фильма режиссёра Вонди Куртис-Холла «Искупление» в 2004 году. Все годы, что Уильямс провел в тюрьме, его адвокаты делали попытки оспорить смертный приговор и заменить его на любой срок. Однако на это не хватило даже 24 года заключения. Популярность Туки у его поклонников со временем приобрела огромный размах — так, сторонники таланта писателя не удовлетворились заявками в Нобелевский комитет и потребовали от губернатора отмены смертного приговора. Сам Уильямс подал прошение о помиловании. На его защиту встали такие известные персоны, как правозащитник Джесси Джексон, рэпер Snoop Dogg, актёр Джейми Фокс, сыгравший Уильямса в посвященном ему байопике, и многие другие.
В то же время уже после вынесения смертного приговора он в общей сложности 6,5 лет провёл в карцере за нападения на охранников и систематические избиения сокамерников. Власти штата неоднократно утверждали, что он и из тюрьмы продолжал руководить Crips, и многие из его защитников и сторонников в разное время принадлежали к этой организации.
Однако, несмотря ни на просьбы, ни на протесты общественности, губернатор штата Калифорния Арнольд Шварценеггер не удовлетворил прошение о помиловании убийцы. «Изучив все доказательства и историю этого дела, выслушав доводы и приняв во внимание все возможные последствия, я не смог найти оснований для помилования», — прокомментировал Шварценеггер свой отказ. В свою очередь Стэнли Уильямс спокойно отнесся к исходу борьбы за собственную жизнь. «Я боюсь только Бога», — сказал он в одном из интервью.

## Казнь
13 декабря 2005 года Стэнли Уильямс был казнён введением смертельной инъекции. За приведением приговора в исполнение наблюдали около 50 человек. За воротами тюрьмы несколько сотен сторонников Уильямса скандировали: «Штат Калифорния только что убил невиновного человека». Казнь Стэнли Уильямса стала третьей смертной казнью за время правления (к тому моменту) губернатора Арнольда Шварценеггера. Тот факт, что Стэнли Уильямс был афроамериканцем, вызвал серию протестов и среди чернокожего населения, убежденного, что писатель поплатился в том числе и за свой цвет кожи.